# Gnadochaeta coerulea
Gnadochaeta coerulea là một loài ruồi trong họ Tachinidae.